# Shigenori Soejima
Shigenori Soejima (副島 成記 Soejima Shigenori?), född den 24 februari 1974, är en japansk datorspelsgrafiker som arbetar för spelföretaget Atlus. Inledningsvis arbetade han i mindre roller på flera spel efter att han tog anställning hos Atlus. Hans första större arbete som grafiker var på strategirollspelet Stella Deus: The Gate of Eternity. Han har framför allt arbetat med Persona-serien, och tog över som huvudpersonsdesigner från hans mentor Kazuma Kaneko för Persona 3 och framåt.

## Verk
| Titel                                  | År   | Media                          | Roll(er)/uppgift(er)                                                         |
| -------------------------------------- | ---- | ------------------------------ | ---------------------------------------------------------------------------- |
| Shin Megami Tensei: Devil Summoner     | 1995 | Sega Saturn                    | Spritedesigner                                                               |
| Revelations: Persona                   | 1996 | Playstation                    | Filmredigerare, kolorist                                                     |
| Devil Summoner: Soul Hackers           | 1997 | Sega Saturn                    | Porträttdesigner, grafik för föremål                                         |
| Kartia: The Word of Fate               | 1998 | Playstation                    | Grafik för föremål                                                           |
| Persona 2: Innocent Sin                | 1999 | Playstation                    | Porträttdesigner, grafik för omgivningar, modell till figur (Garcon Soejima) |
| Persona 2: Eternal Punishment          | 2000 | Playstation                    | Porträttdesigner, grafik för omgivningar, modell till figur (Garcon Soejima) |
| Shin Megami Tensei                     | 2001 | Playstation                    | Kvalitetskontroll                                                            |
| Shin Megami Tensei II                  | 2002 | Playstation                    | Kvalitetskontroll                                                            |
| Shin Megami Tensei if...               | 2002 | Playstation                    | Kvalitetskontroll                                                            |
| Shin Megami Tensei: Nocturne           | 2003 | Playstation 2                  | Världskoncept, produktion av events, looping editor                          |
| Stella Deus: The Gate of Eternity      | 2004 | Playstation 2                  | Art director, figurdesigner                                                  |
| Haisenjyou no Aria                     | 2004 | Roman                          | Illustratör                                                                  |
| Shin Megami Tensei: Persona 3          | 2006 | Playstation 2                  | Art director, figurdesigner                                                  |
| Persona 3 FES                          | 2007 | Playstation 2                  | Art director, figurdesigner                                                  |
| Another Century's Episode 3: The Final | 2007 | Playstation 2                  | Figurdesigner                                                                |
| Persona: Trinity Soul                  | 2008 | Anime                          | figurdesigner (med Yuriko Ishii)                                             |
| Shin Megami Tensei: Persona 4          | 2009 | Playstation 2                  | Art director, figurdesigner                                                  |
| Persona 3 Portable                     | 2009 | Playstation Portable           | Huvudfigurdesigner                                                           |
| Momoiro Taisen Pairon                  | 2009 | Webbläsare                     | Figurdesigner                                                                |
| Catherine                              | 2011 | Playstation 3, Xbox 360        | Art director, figurdesigner                                                  |
| Persona 4 Golden                       | 2012 | Playstation Vita               | Figurdesigner                                                                |
| Persona 4 Arena                        | 2012 | Arkad, Playstation 3, Xbox 360 | Art director, figurdesigner                                                  |
| Persona 4 Arena Ultimax                | 2013 | Arkad, Playstation 3, Xbox 360 | Art director, figurdesigner                                                  |
| Persona Q: Shadow of the Labyrinth     | 2014 | Nintendo 3DS                   | Art director, figurdesigner                                                  |
| Persona 4: Dancing All Night           | 2015 | Playstation Vita               | Art director, figurdesigner                                                  |
| Persona 5                              | 2016 | Playstation 3, Playstation 4   | Art director, figurdesigner                                                  |